# Christopher Aikman
Christopher Aikman, né à Ottawa (Ontario, Canada) en 1943, est un astronome et homme politique canadien.

## Astronomie
Il a travaillé entre 1968 et 1997 à l'Observatoire fédéral d'astrophysique de Saanich en Colombie-Britannique.
Durant les premières années de sa carrière, il s'est appliqué à l'étude spectrographique des étoiles chimiquement particulières. Entre 1991 et 1997 il a dirigé un programme de recherche d'astéroïdes avec le télescope historique construit par John Stanley Plaskett.
Il a été le représentant canadien de la fondation du projet Spaceguard.
Le Centre des planètes mineures le crédite de la découverte de quatre astéroïdes, effectuée entre 1994 et 1998.
Il a par ailleurs observé en 1994 l'astéroïde (47069) Tecumseh, quatre ans avant sa découverte, qui a eu lieu en 1998. C'est lui qui a proposé de nommer cet astéroïde d'après le chef amérindien Tecumseh.
| (7840) Hendrika   | 5 octobre 1994    |
| (10870) Gwendolen | 25 septembre 1996 |
| (24899) Dominiona | 14 janvier 1997   |
| (246913) Slocum   | 23 septembre 1998 |

## Politique
Christopher Aikman est membre du Parti vert de la Colombie-Britannique. Il a été candidat pour ce parti dans la circonscription de Comox Valley lors des élections générales britanno-colombiennes de 2005 et 2013,,.

## Honneur
L'astéroïde (661786) Aikman est nommé en son honneur.